# Pierre-Joseph Proudhon
Pierre-Joseph Proudhon (ur. 15 stycznia 1809 w Besançon, zm. 19 stycznia 1865 w Passy) – francuski polityk, ekonomista, socjolog i dziennikarz. Uważany za ojca anarchizmu, jako pierwszy proponowany przez siebie system nazwał anarchią, a siebie samego anarchistą (Je suis anarchiste).
Stworzył podwaliny pod anarchistyczny indywidualizm, gwałtownie atakował państwo, Kościół oraz system kapitalistyczny. Postulował zmiany społeczne za pomocą reform, nie poprzez rewolucję. Miałyby one stopniowo prowadzić do społeczeństwa bezklasowego i bezpaństwowego. Proudhon zwalczał kapitalistycznie rozumianą własność, którą utożsamiał z kradzieżą, co wyraził w eseju Co to jest własność? (Qu’est-ce que la propriété?) – „Własność to kradzież”; jego zdaniem własność legitymizowała tylko praca. W książce Wyznania rewolucjonisty (Les confessions d’un révolutionnaire), ogłasza, między innymi: „Anarchia to porządek”.
Proudhon podjął próbę stworzenia banku o zerowym oprocentowaniu. Zbudował podstawy systemu pomocy wzajemnej, którego zasady są do dziś stosowane w zakładach ubezpieczeń wzajemnych.
Na jego esej Filozofia nędzy Karol Marks odpowiedział słynnym: Nędza filozofii.

## Życiorys

### 1809-1844
Urodził się 15 stycznia 1809 r. w Besançon, jako syn rzemieślnika. Nie udało mu się ukończyć liceum z powodu złej sytuacji finansowej rodziny (jego ojciec zbankrutował). Młody Proudhon znalazł pracę w firmie wydawniczej, gdzie zdobył zawód zecera. Później próbował znaleźć pracę w swoim wyuczonym zawodzie m.in. w Paryżu, Marsylii i Lyonie, jednak ostatecznie wraz z przyjaciółmi kupił niewielką drukarnię w Besançon, która jednak szybko zbankrutowała, a jeden z jego wspólników popełnił samobójstwo.
Proudhon uzyskał stypendium Akademii Francuskiej, co zaowocowało pracą naukową z zakresu językoznawstwa, którą Akademia oceniła pozytywnie. Dało mu to możliwość podjęcia studiów w Paryżu. W 1839 r. napisał rozprawę polityczno-społeczną pt. O pożytku ze świętowania niedzieli... (De l’utilité de la célébration du dimanche...), która zresztą pomimo jej opublikowania przez Akademię, stała się obiektem protestów niektórych jej członków. W rok później powstała broszura Co to jest własność?, a także Przestroga dla właścicieli (Avertissement aux propriétaires) – ta ostatnia spowodowała, że oskarżono go o podżeganie do buntu przeciwko porządkowi publicznemu. Wytoczono mu proces, który jednak zakończył się uniewinnieniem autora. Zamieszanie wokół jego osoby sprawiło jednak, że nie mógł znaleźć pracy w swoim rodzinnym mieście, zamieszkanym głównie przez nieufnie nastawionych do niego mieszczan. Zamieszkał w Lyonie, skąd często podróżował do Paryża, gdzie nawiązał kontakty ze środowiskiem niemieckich i rosyjskich emigrantów politycznych, a także zwolennikami filozofii Hegla, m.in. Michaiłem Bakuninem i Karolem Marksem. Szczególnie z dwoma ostatnimi prowadził często bardzo długie dysputy.

### 1845-1864
Kiedy w 1845 r. Marks otrzymał nakaz opuszczenia Francji, nawiązał kontakt listowny z Proudhonem, proponując mu współpracę przy tworzeniu międzynarodowego ruchu socjalistycznego, Proudhon odmówił, co spowodowało zerwanie znajomości. Rok później, gdy opublikował swoją kolejną pracę – System sprzeczności ekonomicznych, czyli filozofia nędzy (Systéme des contradictions économique ou la philosophie de la misére), Marks ustosunkował się do niej bardzo negatywnie. W 1848 r., mieszkając już w Paryżu, Proudhon opowiedział się po stronie rewolucji, pomagając wznosić barykady i pisząc odezwy rewolucyjne, ale czynił to raczej bez entuzjazmu. Postulował bowiem rewolucję nie polityczną, ale ekonomiczną – rozwiązującą konflikty społeczne bez krzywdzenia żadnej z klas. Tworzy wówczas ideę darmowego kredytu. Według niego kryzys o podłożu handlowo-ekonomicznym, a także bezrobocie i ucieczkę kapitałów będzie można zlikwidować tym sposobem – darmowy kredyt byłby dostępny dla każdego, kto może wnieść wkład w postaci własnej pracy w uruchomienie pożyczonej części kapitału. Proudhon nie wierzył, że rozwiązanie powyższych problemów uda się powołanym przez Rząd Tymczasowy Warsztatom Narodowym, a gdy w odpowiedzi na ogłoszony przez Rząd pobór części robotników do wojska i nakaz udania się na prowincję wydany pozostałym, wybuchło powstanie (wkrótce krwawo stłumione), myśliciel solidaryzuje się z ludźmi pracy.

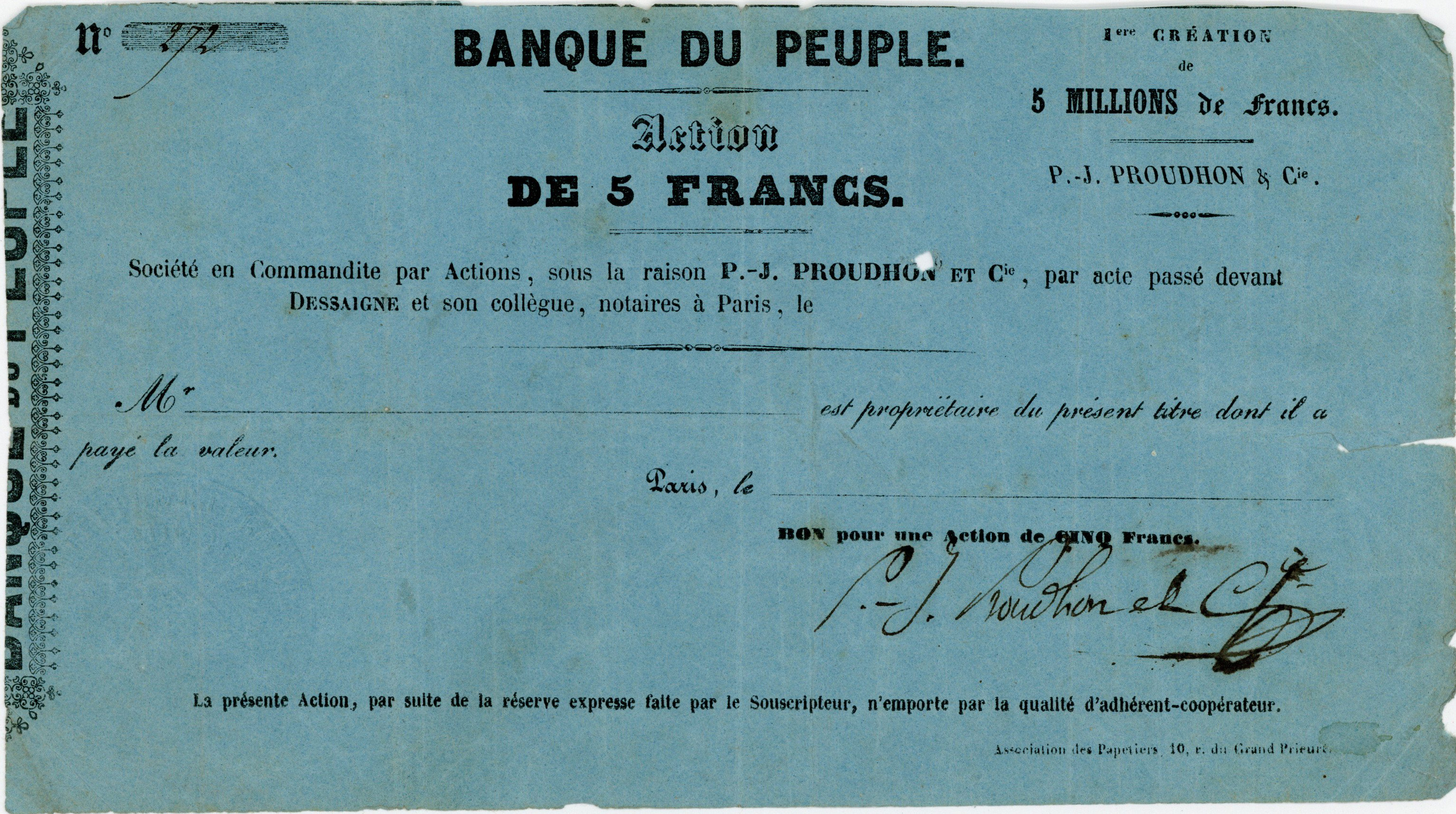
Akcja Banque du Peuple założonego przez Pierre’a-Josepha Proudhona 31 stycznia 1849 r. o wartości nominalnej 5 franków, przygotowana do emisji w lutym 1849 r. i własnoręcznie podpisana przez Proudhona

Od czerwca 1848 r. był posłem Zgromadzenia Narodowego, gdzie przedstawił własny projekt rozwiązania kryzysu społecznego – postulował, by w celu redukcji cen, umorzono długi, a przede wszystkim zmniejszono podatki, a posiadacze nieruchomości, akcjonariusze i właściciele ziemscy zrzekli się 1/3 renty lub procentu na rzecz dłużników lub państwa. Wystąpienie w tej sprawie wywołało nagłą, wrogą reakcję Zgromadzenia, które odrzuciło propozycję Proudhona przytłaczającą większością głosów. Zrezygnowany nastawieniem posłów, próbował przeciągnąć na swą stronę Karola Ludwika Napoleona, przyszłego prezydenta a później i cesarza Napoleona III, z którym wiązał nadzieje realizacji socjalistycznych postulatów rewolucji i rozwój nowo powstałego Banku Ludowego. Kiedy tak się nie dzieje, Proudhon wielokrotnie publicznie atakuje prezydenta, za co został pozbawiony immunitetu politycznego i skazany na trzy lata więzienia. Tam bierze ślub.

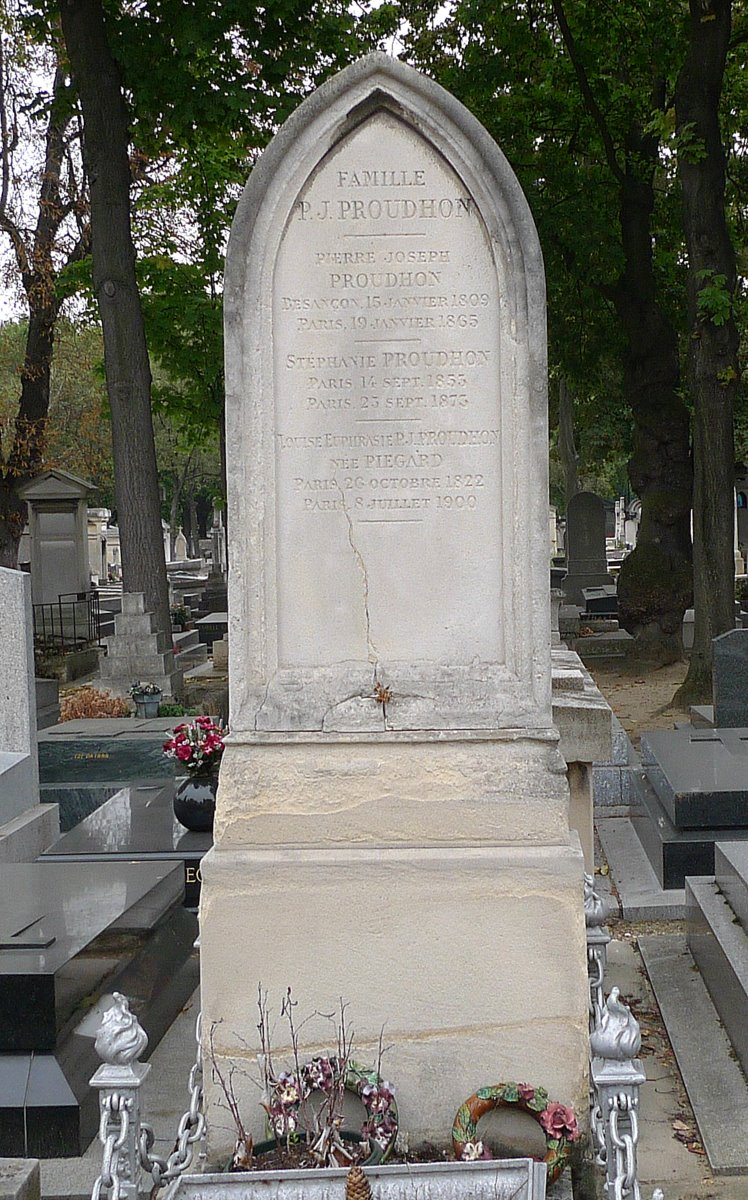
Grób Pierre-Josepha Proudhona

Po wyjściu na wolność zaangażował się w projekt zorganizowania w Paryżu handlowo-przemysłowej Wystawy Powszechnej, którą jednak szybko zamknięto. Wkrótce potem otrzymał propozycję ponownego kandydowania do Zgromadzenia, którą jednak odrzucił, nie widząc sensu pracy opozycji demokratycznej w parlamencie, który nie jest w stanie wyrazić woli ludu. W 1858 r. ukazało się drukiem dzieło Proudhona, uważane za najdojrzalsze: O sprawiedliwości w rewolucji i Kościele (De la justice dans la révolution et dans l’Ẻglise), za które autor został ponownie skazany na karę więzienia, przed którą uciekł do Belgii. Tam żył pod przybranym nazwiskiem, jako profesor matematyki, jednocześnie pisząc na tematy polityczne i społeczne (powstały wówczas m.in. Wojna i pokój (La guerre et la paix) oraz O zasadzie federacji (Du principe fédératif)). Po czterech latach wrócił do Paryża. W 1864 r. poparł wydany przez grupę robotników z H.L. Tolainem na czele Manifest Sześćdziesięciu, choć z rezerwą odniósł się do ich politycznych planów. Jako nonsens określił wchodzenie do rządu, którego nic nie obchodzi los robotników. Według niego najlepszą metodą protestu jest absencja wyborcza, nie zaś wysuwanie własnych kandydatów. Tak postawione twierdzenia zawarte są w ostatniej jego publikacji – O zdolności politycznej klas pracujących (De la capacité politique des classes ouvriéres), która korygowała i uzupełniała Manifest Sześćdziesięciu.

### Śmierć
W zimie 1863 r. Proudhon zaczął chorować na astmę. Nieco później pozytywnie ustosunkował się do tworzonej I Międzynarodówki, natomiast negatywnie do planów odbudowania państwa polskiego. Wkrótce potem, 19 stycznia 1865 r. Pierre Joseph Proudhon umarł. Został pochowany w rodzinnym grobie na cmentarzu Montparnasse.

### Spuścizna
Treść tej sekcji od 2025-03 może nie być zgodna z zasadami neutralnego punktu widzenia.
 Po wyeliminowaniu niedoskonałości należy usunąć szablon [[Szablon:Dopracować|]] z tej sekcji.
Można stwierdzić, że Proudhon nie wywarł znacznego ani trwałego wpływu na ruch robotniczy. Doktryna jego była zbyt wewnętrznie sprzeczna, aby mogła stać się masową ideologią. Ponadto nie można odnaleźć w proudhonizmie interpretacji procesów społeczno-ekonomicznych dziewiętnastowiecznego kapitalizmu i ich historycznych tendencji. Przez pewien jednak okres idee Proudhona, zanim ustąpiły miejsca marksizmowi, oddziaływały na ruchy rewolucyjne. Francuski ruch robotniczy lat 60. i 70. XIX wieku zdominowany był przez proudhonistów, którzy nawet chcieli usunąć z Międzynarodówki Marksa, twierdząc, że jako zawodowy intelektualista, nie powinien zasiadać w stowarzyszeniu robotniczym. Od kongresu w Lozannie w 1867 r. zwolennicy Proudhona zaczęli jednak tracić wpływy, choć idee podobne do proudhonistowskich głosił jeszcze Bakunin. Powodzeniem cieszyły się także dwa wątki doktryny Proudhona: anarchizm i federalizm, które znalazły podatny grunt do rozwoju w Szwajcarii, Włoszech i Hiszpanii (powstały tam rewolucyjne organizacje, które ogłosiły się sekcjami Międzynarodówki), a także w Rosji (P.A. Kropotkin). W samej Francji proudhonizm utrzymał się niedługo, ponieważ wkrótce przytłaczającą przewagę w ruchu socjalistycznym uzyskali marksiści pod przywództwem J. Guesde’a. Należy jednak zauważyć, że wpływy ideologii Proudhona zachowały się w Powszechnej Konfederacji Pracy (CGT) nawet do I wojny światowej.

## Proudhonizm
Proudhon był zarówno socjalistą, jak i anarchistą, można więc stwierdzić, że był pierwszym socjalistą–anarchistą. Tutaj pojawia się jednak problem, ponieważ czasem traktowano anarchizm jako jeden z odłamów socjalizmu, a czasem jako osobny kierunek, przeciwstawny tej idei. W czasach, gdy powstawały jego koncepcje, liczba nurtów myśli socjalistycznej była dość spora, więc socjalizm myśli Proudhona nie był kwestionowany, choć on sam był wysoce krytyczny wobec pomysłów innych.
Wszelkie wątpliwości dotyczące myśli Proudhona spowodowane były charakterem jego twórczości. Jego koncepcje pełne były wewnętrznych sprzeczności, zmienne i często niejednoznaczne. Co rusz pojawiały się skrajnie odmienne interpretacje jego doktryn, powoływały się na nie bardzo różne orientacje polityczne – z jednej strony anarchiści, a z drugiej nawet faszyści. Stąd proudhonizm to doktryna świadomie kwestionująca swą zawartość intelektualną przez ustawiczne przyswajanie, konfrontowanie i negowanie różnorodnych idei, z których każda jest godna stać się przedmiotem refleksji, a także odwrotnie – żadna nie wydaje się na tyle pewna i oczywista, aby być wartością trwale akceptowaną. Można to wyjaśnić jego zainteresowaniem filozofią Hegla i poglądami Proudhona na rzeczywistość społeczną, która według niego złożona jest ogromnej ilości elementów sobie przeciwnych i jednocześnie współdziałających, niezależnych i nawzajem się uzupełniających. Sądził, że te sprzeczności są nieusuwalne, a synteza nie jest rozwiązaniem tezy i antytezy. Z takiego podejścia do sprawy bardzo trudno jest wyciągnąć jakieś konkretne wnioski dotyczące ewentualnego planu tworzenia nowych form życia społecznego. Można stwierdzić, że Proudhon był bardziej krytykiem, niż konstruktorem; jego zadaniem było raczej dostrzec problemy, być może w większości nierozwiązywalne, jakie pojawiały się w ideach socjalistycznych jego czasów. Część autorów upatruje także źródła sprzeczności zawartych w jego koncepcjach w podłożu historycznym – w czasach tak burzliwych, przy bez końca zmieniających się uwarunkowaniach politycznych i społecznych, zmuszało go to do poszukiwania wciąż nowych rozwiązań, które często niezbyt jasno wyrażone, kłóciły się z poglądami wcześniejszymi.

### Krytyka socjalizmu
Jego zdaniem, zrealizowanie postulatów współczesnych mu socjalistów, doprowadziłoby do zaprzepaszczenia szansy na urzeczywistnienie najcenniejszych wartości – wolności i sprawiedliwości. Proudhon sprzeciwiał się roli państwa w procesie reorganizacji społeczeństwa. Państwo zastępujące własność prywatną własnością społeczną, za pomocą przejęcia środków produkcji przez nie samo, powoduje zmianę podmiotu własności, nie zaś jej charakteru. Proudhon był także przeciwnikiem centralizacji, unifikacji środków produkcji i odgórnego zarządzania nimi. Doprowadziłoby to jego zdaniem do ucisku i zagrożenia wolności. Jako zwolennik stowarzyszeń, był przeciwny jednocześnie takim, w których jednostka musiałaby podporządkować się decyzjom większości jej członków – pragnął, aby indywiduum było osobiście odpowiedzialne za wszystkie działania stowarzyszenia. Stąd negował konieczność istnienia organów reprezentacyjnych, jako także zagrażających wolności. O tej wartości, uważanej przez siebie za najwyższą, wypowiadał się w następujący sposób: „Wolność to należące do człowieka prawo korzystania ze swych zdolności, prawo użytkowania ich, jak się komu podoba”. Ale oczywiście jest ono także ograniczone, jako odnoszące się nie tylko do jego podmiotu, ale również do innych ludzi. „Prawo to nie obejmuje bez wątpienia możności nadużywania go. Ale trzeba odróżnić dwa rodzaje nadużyć; pierwszy obejmuje te wszystkie nadużycia, których następstwa odczuwa tylko nadużywający; drugi obejmuje wszystkie nadużycia, które stanowią targnięcia się na prawa innych (...)”. W przypadku tych pierwszych nadużyć, kiedy ich obiektem staje się sam posiadacz wolności, społeczeństwo nie może nic uczynić, nie może interweniować. Jeśli się tak dzieje, samo dopuszcza się nadużycia. Jeżeli chodzi o nadużycia drugiego rodzaju, to Proudhon pragnął, ażeby społeczność była skonstruowana w taki sposób, aby były one w niej coraz mniej możliwe.

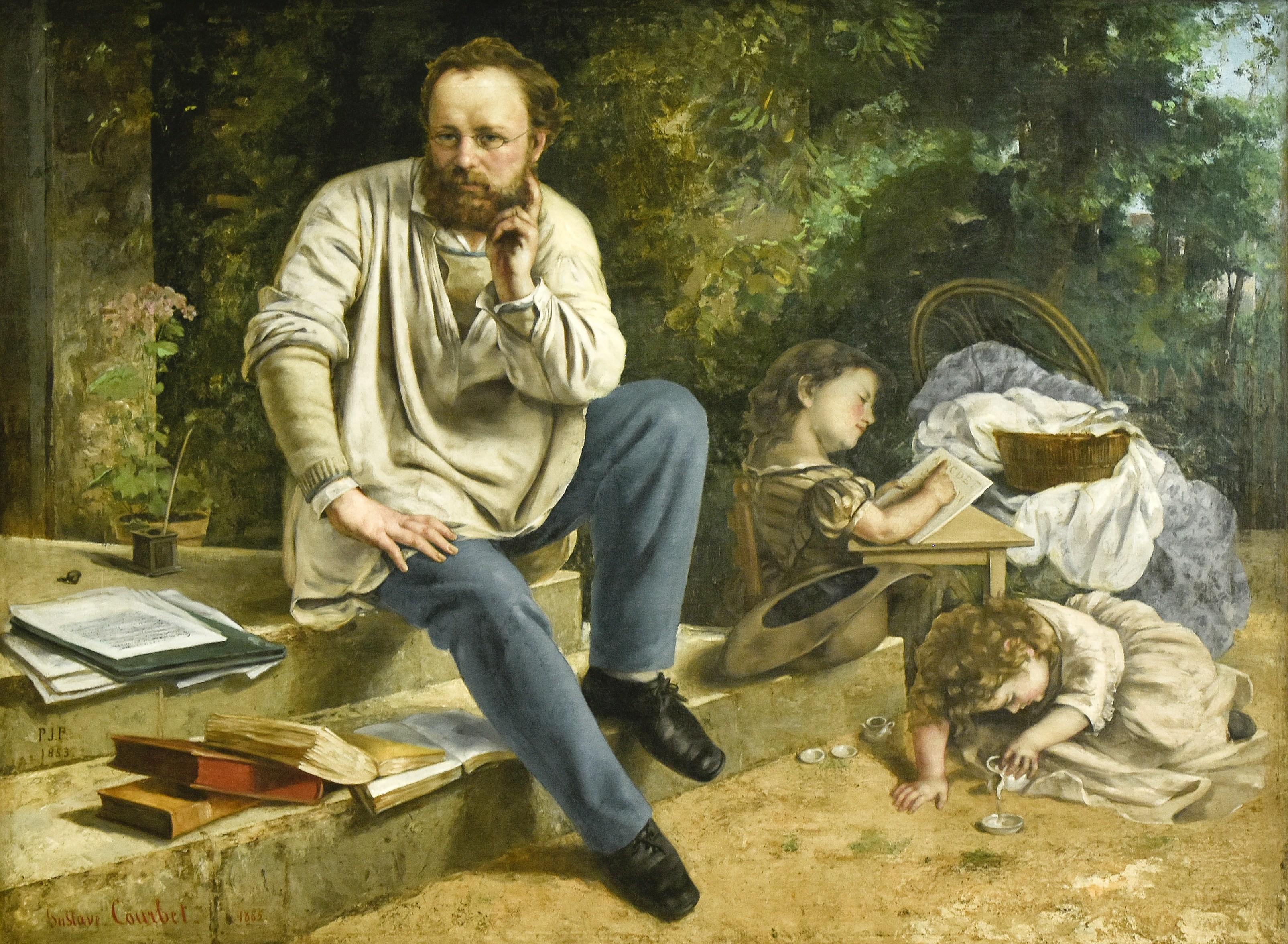
Proudhon ze swoimi dziećmi; obraz autorstwa Gustave’a Courbeta, 1865

### Krytyka władzy
Pisząc w 1849 r. słowa: „Ktokolwiek kładzie na mnie rękę, żeby mną rządzić, jest uzurpatorem i tyranem; ogłaszam go swoim wrogiem” – Proudhon deklaruje się jako anarchista. Chociaż przeciwny władzy i nierówności, musi jednak przyznać, że wyłania się z nich stan wolności i równości społecznej. Stwierdza, że władza to pierwsza myśl ludzkości, druga – jak tę władzę usunąć. Każda władza to mechanizm wytwarzający tyranię, nędzę, korupcję, pasożytnictwo. „Autorytet, rząd, władza, państwo – wszystko to są słowa oznaczające jedno i to samo; każdy widzi tu środek ucisku i wyzysku swoich bliźnich”. Najlepszy rząd to taki, który potrafi stać się niepotrzebnym. Natomiast wszystkie inne jego rodzaje opierają się na wyzysku i niewolnictwie, a jednocześnie na sądzeniu i karaniu. A więc, jak twierdzi Proudhon, władza powinna zniknąć, stając się przedmiotem dyskusji, ponieważ jest czymś złym i przejściowym, powstałym spontanicznie.
Proudhon rysuje historię państwowości, w której dochodzi do wynaturzenia i zniekształcenia idei suwerenności ludu. Kiedy tylko udaje mu się wyzwolić od władzy feudalnej, powołuje własny, ludowy rząd, który ma reprezentować jego interesy i stać na straży ładu, którym jest konstytucja ludowa. I początkowo tak rzeczywiście jest, ale z biegiem czasu zaczyna dbać tylko o interesy klasy najbogatszej i najlepiej wykształconej, przeciwko tym, którzy są najubożsi i których jest najwięcej. Wprowadza przywileje, które niszczą wolność i równość. Z czasem staje się autorytarny i przedstawia sam siebie jako niezbędny element porządku i ładu, twierdzi, że im silniejszy jest rząd, tym większa stabilność. Proudhon jednocześnie krytykuje trzy rodzaje ustrojów. Monarchia konstytucyjna jego zdaniem jest jednoznacznie zła – nie można losu ludu powierzać izbom parlamentu ukształtowanym tylko i wyłącznie na zasadzie dziedziczności lub kaprysu rządzącego. Nie zapewniają one żadnej reprezentacji ludu. O wiele lepszym układem jest demokracja przedstawicielska, ale i ona posiada całe mnóstwo wad. Jako że według Proudhona pewne podstawowe kwestie, jak istota praw, rozwój społeczny, organizacja sił wytwórczych, praca, wyżywienie, życie należy uzgadniać w drodze układu jednostki ze społeczeństwem, to rola rządu jako pośrednika jest nie do przyjęcia. Odnosi się także krytycznie do procedur parlamentarnych, gdzie często ilość przeważa nad prawdą i prawem. Dodatkowo jeszcze zauważa częstą możliwość manipulacji niewykształconym ludem w czasie wyborów powszechnych. Wnioskując z powyższej krytyki, domyślać by się można, że Proudhon jest więc zwolennikiem demokracji bezpośredniej. Tak jednak nie jest. Zauważa on niezwykle celnie utopijność koncepcji, jakoby możliwe byłoby utworzenie jednolitych praw i zasad z opinii milionów. Konieczne jest tutaj uogólnianie, generalizowanie, spekulowanie, nie mówiąc już o czysto praktycznych trudnościach, co samo w sobie zaprzecza idei demokracji bezpośredniej. To samo można powiedzieć o sytuacji, gdy lud odnosi się tylko do propozycji rządowej w ogólnonarodowym referendum – ograniczony jest jedynie do odpowiedzi pozytywnej lub negatywnej, co oznacza, że nie może w pełni wyrazić swojej prawdziwej opinii.

### Krytyka kapitalizmu
Proudhona w konstrukcji państwa drażni również to, że rząd, kierując interesami obywateli usprawiedliwia się twierdzeniem, że ludzie nie mają pojęcia o tym, co jest dobre dla ogółu. Stąd też bierze się ten cały scentralizowany, odgórnie sterowany aparat administracyjno – policyjny, decydujący o autorytarnym charakterze wszystkich rządowych instytucji. Rozrost biurokracji, stanowiącej niewyobrażalnie duże obciążenie finansowe dla obywateli, powoduje poważne ograniczenia dla wolności, interesów, a także zmniejsza dobrobyt i utrudnia pracę. Negatywną opinię na temat poszczególnych ustrojów Proudhon łączył ze zdecydowaną krytyką kapitalizmu. Konkurencję w krajach kapitalistycznych przyrównywał do wojny, a maszyny do narzędzi śmierci. Opisane wcześniej ustroje wspierają kapitalizm jako prawo silniejszego będącego zaprzeczeniem idei równości i porządku. Proudhon występując z tak ostrą krytyką zastanawia się jaki powinien być następny etap. Jak zauważa w 1843 r., w społeczeństwie francuskim istnieją niezwykle silne tendencje do demokratyzacji życia politycznego. Jeżeli zostaną one stłumione – przewidywał wybuch rewolucji. Aby temu zaradzić, należy przedsięwziąć kroki, takie jak uspołecznienie kas ubezpieczeniowych, wyznaczenie minimum płacy, zniesienie ceł, prohibicji, upaństwowienie handlu, rolnictwa, przemysłu, dostosowanie produkcji do potrzeb, zniesienie możliwości kupowania jakichkolwiek urzędów państwowych. Najważniejsze jednak to: „opodatkować rentę kapitalistyczną, zrepublikanizować (...) własność. Droga jest już otwarta: izby handlowe, towarzystwa rolnicze, zjazdy rolne, kataster, państwowa własność wód, lasów i kopalni; prawa przewozu i składu, państwowy monopol na tytoń, pieniądz, pocztę, telegraf itp.” Jednak taka sytuacja to w istocie również rewolucja. Wyciągnąć można stąd więc wniosek, że jest ona nieunikniona.

### Rewolucja
Zapatrywanie Proudhona na kwestię rewolucji zmieniało się w czasie. Początkowo, w 1849 r. uważał ją za realizację idei wolności, którą może osiągnąć człowiek. Wolność możliwa jest dzięki inicjatywie mas – które za sprawą oświaty i postępu potrafią same się zrewolucjonizować. Rok później Proudhon podchodzi już do tej kwestii łagodniej. Pasożytnicze państwo powinno zniknąć, podobnie jak i kapitalizm, ale musi stać się to na drodze „samobójstwa” – zniesienie państwa nastąpi z inicjatywy samego państwa i zgodnie z obowiązującym prawem. W następnym roku jego poglądy łagodnieją jeszcze bardziej – rewolucja jako coś niebezpiecznego, zamienia się w ewolucję: „Lud cierpi, jest niezadowolony ze swego losu: jest to chory, który jęczy, dziecko w kołysce, które krzyczy. Stańcie przed nim, wysłuchajcie jego skarg, zbadajcie ich przyczynę, ich następstwa, obliczcie, jeśli trzeba, ile przypada na przesadę, a następnie natychmiast zajmijcie się bez wytchnienia ulżeniu cierpiącemu. Rewolucja dokona się wówczas bez hałasów jako naturalny i szczęśliwy rozwój dawnego porządku rzeczy. Nikt jej nie dostrzeże, nie będzie wyrażał wątpliwości. Wdzięczny lud nazwie was swym dobroczyńcą, swym przywódcą.” Rewolucja trwa tutaj kilka dziesięcioleci – nie należy jej postrzegać jako „skok”, ale raczej jako stopniową i nie kończącą się reformę społeczeństw. Chociaż poglądy Proudhona na rewolucję zmieniają się, to jest on pewny dwóch rzeczy: jej nieuniknioności i zwycięstwa. Zauważyć należy również, że pisząc o rewolucji, zwracał uwagę nie na jej formę, ale na treść. Rewolucja powinna być pokojowa, choć wiadomo, że ci, którzy są u władzy nie pozwolą, aby miała ona taki przebieg. Proudhon postulował coś, co nazywał rewolucją od dołu, czyli „za zgodą obywateli, na gruncie doświadczenia ludzi pracy”, będącą efektem oświaty i postępu. Zdecydowanie przeciwny był natomiast tzw. rewolucji od góry – inicjowanej przez sprawujących władzę, mającej charakter pozorny. Pomimo powyższego opisu, Proudhon nie objaśnia w jasny sposób, jak miałoby dojść do usunięcia organizacji państwowej.

### Ład porewolucyjny
Jakby nie rozumieć proudhonowskiej rewolucji, musiała ona prowadzić do zniknięcia władzy państwowej, która miała roztopić się w organizacji przemysłowej. Miejsce państwa zajmie system wzajemnej pomocy. Prawa w społeczeństwie pozbawionym władzy państwowej zastąpią umowy pomiędzy zainteresowanymi, w drodze których realizowane będą funkcje państwa. Na podstawie zawartych umów działać będą różnorakie stowarzyszenia współdziałające ze sobą. Umowę społeczną Proudhon pojmował inaczej niż Rousseau, któremu zarzucał brak wiedzy na temat gospodarki i skupienie się tylko na kwestiach politycznych. Umowę definiował następująco: „Umowę, kontrakt wzajemny, charakteryzuje to, że na mocy tego kontraktu zwiększa się wolność i pomyślność człowieka – umowa jest aktem, na mocy którego dwóch lub więcej ludzi układa się, że zorganizują między sobą w określonej mierze i w określonym czasie tę siłę przemysłową, którą nazywamy wymianą; zgodnie z tym zobowiązują się jeden wobec drugiego i wzajemnie gwarantują sobie pewną sumę usług, produktów, korzyści, obowiązków itp., jakie są w stanie sobie wzajemnie świadczyć, pozostając zresztą absolutnie niezależni zarówno w sprawach spożycia, jak i wytwarzania”. Każdy obywatel społeczeństwa wnosi do niego swą pracę, usługi, mienie, rozum, w zamian za te same wartości, które otrzymuje od innych. Dodatkowo ma tyle praw, ile wynosi jego wkład. Według Proudhona taka umowa powinna być oparta na zasadzie równości, poddana nieskrępowanej, swobodnej dyskusji i przez każdego kontrahenta własnoręcznie podpisana.
W ten sposób należy za pomocą usunięcia systemu politycznego dążyć do sprowadzenia rozbieżnych, indywidualnych interesów poszczególnych członków społeczeństwa do wspólnego mianownika. Dobro poszczególnych osób powinno być identyfikowane z dobrem ogólnym, nierówności zacierane za pomocą odpowiedniego wychowania, a każdy członek łączyłby w sobie uprawnienia i obowiązki zarówno konsumenta i wytwórcy, rządzącego i rządzonego, administrującego i administrowanego.
Podsumowując swe rozważania, Proudhon pisze: „Pokazaliśmy już, co wprowadzamy na miejsce rządu: organizację przemysłową. Na miejsce praw wprowadzamy umowy. Żadnych praw uchwalonych przez większość ani jednomyślnie; każdy obywatel, każda gmina lub korporacja ustanawia swoje własne prawa. Na miejsce dawnych klas obywateli: szlachty i nieszlachty, mieszczaństwa i proletariatu, wprowadzamy kategorie i specjalizacje funkcji – rolnictwo, przemysł, handel itd. Na miejsce siły publicznej wprowadzamy siłę kolektywną. Na miejsce armii stałych wprowadzamy kompanie przemysłowe. Na miejsce policji – tożsamość interesów. Na miejsce centralizacji politycznej – centralizację ekonomiczną”. Taka forma społeczna miała zapobiec niebezpieczeństwu centralizacji środków produkcji, a także zapewnić bezpieczeństwo i rozwój idei pluralizmu.
Należy wspomnieć, że u schyłku życia Proudhon odszedł od koncepcji całkowitej likwidacji władzy państwowej. Wydaje się, że przestał wierzyć w możliwość pełnego usunięcia państwa – zamiast tego postulował jego radykalne przekształcenie. Odchodząc od anarchizmu, dochodził do federalizmu. Państwo miało stać się federacją gmin, na skutek wyjątkowo zaawansowanej decentralizacji władzy. W ten sposób zmniejszyłby się jej represyjny charakter.